# Humphrey Hasrat
Humphrey Abdoel Rafiek (Humphrey) Hasrat (28 januari 1947) is een Surinaams medicus, diplomaat en bestuurder. Hij was legerarts ten tijde van het militaire regime, ambassadeur in Guyana en bij de Caricom en hoofd medisch zaken van het Staatsziekenfonds (SZF).

## Biografie
In de jaren 1980 was Humphrey Hasrat geneesheer-directeur van het Militair Hospitaal. Tijdens het militaire regime was hij lijfarts van Desi Bouterse en andere officieren.
Rond 1998 werd hij niet geaccrediteerd als ambassadeur van Suriname bij de Europese Unie. Dit gebeurde nadat er een foto uit 1982 van hem opdook met de stoffelijke overschotten van de Decembermoorden. Hij werd vervolgens wel geaccrediteerd als ambassadeur van Suriname in Guyana en bij de Caricom. In juni 1998 maakte hij deel uit van een delegatie van onder meer president Wijdenbosch, justitieminister Sjak Shie en politiecommissaris Santokhi tijdens de wereld-drugsconferentie van de Verenigde Naties in New York. In deze tijd verspreidde Suriname het witboek Suriname under Dutch attack via Surinaamse ambassades. Hasrat voerde hier een vurig pleidooi voor. "Met deze nota ... gaan wij in de aanval. Nu moet Nederland maar eens uitleggen waarom ze altijd zo vervelend doen tegen de arme zwartjes in Suriname," aldus de reactie van de ambassadeur. Omdat er weinig presidenten aanwezig waren, was Wijdenbosch na Bill Clinton en Jacques Chirac de derde spreker tijdens de conferentie. Tezelfdertijd speelde in Nederland het proces tegen Bouterse, die daar een jaar later werd veroordeeld wegens cocaïnesmokkel.
Tijdens Carifesta XI in 2013 in Suriname was Nasrat een uitvoerend directielid van het Country Host Management Committee.
In 2015 werd hij vanwege zijn militaire dienstjaren gedecoreerd als commandeur in de Ere-Orde van de Palm.
Rond 2017 stond hij aan het hoofd van ARMULOV (Afbouwregeling Medische Voorzieningen Lokale Opbouw Voorzieningen) en was hij coördinator voor medische zaken van het Staatsziekenfonds (SZF). In april 2019 kwam hij als hoofd van de Medische Dienst van SZF in botsing met de Vereniging van Medici in Suriname (VMS) na zijn uitspraak dat sommige specialisten zouden frauderen, waarna president Bouterse een persstilte gelastte. Medio 2020 werd hij op non-actief gesteld vanwege organisatorische en financiële wantoestanden en kreeg hij een terreinverbod. Een van de zaken die naar buiten gebracht werd, was zijn overname van SZF van een 6 jaar oude pick-uptruck van het typte Isuzu D-Max voor 15.750 SRD (4.750 euro).